# Föräldraalliansen
Föräldraalliansen är namnet på ett antal intresseorganisationer i Sverige.

## Föräldraalliansen Sverige
Föräldraalliansen Sverige är en riksorganisation för Sveriges föräldraföreningar. Riksorganisationen ansluter föräldraföreningar och råd eller sammanslutningar av föräldraföreningar inom ett geografiskt område, region, eller intresseområde.
Föräldraalliansen ser som sitt syfte att:
- i ett föräldraperspektiv bevaka och agera i skolpolitiska frågor
- verka för ett utökat samarbete mellan föräldrar och skola
- medverka till en utveckling av skola och förskola som främjar barnens allsidiga utveckling och hälsa
- stödja varandra i det lokala arbetet
- samverka med andra organisationer och myndigheter
- verka för att föräldrars roll och inflytande i skola och förskola stärks

## Lokala organisationer
Föräldraalliansen i Stockholms Stad, FiSS skapades 2003 genom en ombildning av dåvarande Stockholms Stads Hem och Skoladistrikt. FiSS organiserar föräldraföreningar/råd och enskilda medlemmar i Stockholms kommun.
Föräldraalliansen Göteborg som är ett forum för föräldrar och föräldraföreningar i Göteborgs kommun skapades även den genom en ombildning av dåvarande Göteborgs Hem och Skola distrikt.
Föräldraallianserna i Stockholm och Göteborg är anslutna till Föräldraalliansen Sverige.
Föräldraalliansen i Malmö bildades 2002 för att föräldrar från de olika stadsdelarna tillsammans skulle kunna föra fram krav till beslutande politiker. Alliansen består av grundskolans föräldraförening, skolråd och liknande. Alliansen, som företräder många tusen skolbarn i Malmö i åldrarna 6-16 år, är öppen för alla som vill vara med. 